# Hymenocallis maximiliani
Hymenocallis maximiliani är en amaryllisväxtart som beskrevs av Thaddeus Monroe Howard. Hymenocallis maximiliani ingår i släktet Hymenocallis och familjen amaryllisväxter. Inga underarter finns listade i Catalogue of Life.